# Svallerup
Svallerup er en by på Nordvestsjælland med 255 indbyggere  (2024), beliggende mellem Storebælt og Tissø 3 km vest for Ubby. 9 km nord for Gørlev og 11 km sydøst for Kalundborg. Byen hører til Kalundborg Kommune og ligger i Region Sjælland.
Svallerup ligger i Svallerup Sogn, og Svallerup Kirke ligger i byen. I den sydlige del af byen ligger Svellas Mølle, en af landets mindste.